# Ali Hayyaz
Ali Hayyaz (ar. علي حايز; ur. w 1965) – emiracki kolarz szosowy, olimpijczyk.
Brał udział w Letnich Igrzyskach Olimpijskich 1988 w Seulu. Wystąpił jedynie w drużynowej jeździe na czas, w której ekipa Zjednoczonych Emiratów Arabskich zajęła 29. miejsce, wyprzedzając zespół Malawi oraz niesklasyfikowanych Belizeńczyków.